# Letališče Zrenjanin
Letališče Zrenjanin (srbska cirilica Аеродром 3peњaнин, latinica Aerodrom Zrenjanin) je letališče v Srbiji, ki primarno oskrbuje Zrenjanin.